# Elektrookulogram
Elektrookulogram (EOG) - metoda diagnostyczna polegająca na zapisie potencjału spoczynkowego w pobliżu gałek ocznych. Badanie to stosuje się w diagnostyce  okulistycznej i detekcji ruchu oczu.
W celu wykrycia ruchu oczu do skóry około oka, przyklejane są elektrody mierzące potencjał. Oko, ze względu na swoją budowę, można uznać za dipol elektryczny, przy czym ładunek ujemny jest z "tyłu" oka, bliżej mózgu. Przy poruszaniu okiem, zmienia się rozłożenie ładunku, co można rejestrować przy pomocy wspomnianych elektrod.
Badanie ruchu gałek ocznych jest wykorzystywane w dziedzinie zwanej neuromarketing w celu zbadania, na co osoba poddana badaniu zwraca uwagę przy wyświetlaniu jej reklamy lub pokazywaniu strony internetowej.